# Sant Salvador de Claravalls
Sant Salvador de Claravalls és l'església parroquial de Claravalls, al municipi de Tàrrega (Urgell), protegida com a bé cultural d'interès local.

## Descripció
Església molt senzilla d'una sola nau amb tres capelles laterals a banda i banda cobertes amb un arc de mig punt suportats per pilars. Damunt d'aquests s'eleva una tribuna. L'absis és poligonal. El presbiteri igual que tota l'església és cobert per una volta de canó recoberta de nervis que s'entrellacen entre si adoptant una forma romboïdal. A cada banda dels peus de l'església hi ha dos grans òculs que donen llum a l'església. A sobre del cor s'eleva una tribuna de grans dimensions. Exteriorment cal destacar la porta d'accés que és d'estil renaixentista, allindada i flanquejada per dues columnes estriades sostingudes per un alt basament i capitell dòric. Aquestes sostenen un fris amb una inscripció gravada: "trans figuratio Domini" i un frontó triangular. El campanar consta de tres cossos, clarament diferenciats, amb una estructura quadrangular. Aquest és cobert per una balustrada on en els extrems s'adossen quatre grans boles exemptes.